# Flaithróe mac Fiachrach
Flaithróe mac Fiachrach (zm. 774 r.) – król ludu Cruithni oraz Dál nAraidi od 741 r. do swej śmierci, prawdopodobnie syn Fiachry II Cossalacha (zm. 710 r.), króla Dál nAraidi. Wywodził się z bocznej linii rodu osiedlonej w Mag nEinli lub Eilne („Równina Nieczysta”), równinie między rzekami Bann a Bush w hr. Antrim. W Księdze z Leinsteru jest błędnie umieszczony jako następca Cathussacha mac Ailella (zm. 749 r.). W rzeczywistości jego poprzednikiem był Indrechtach mac Lethlobair, zmarły w 741 r. Źródła podają śmierć Flaithróe pod rokiem 774. Prawdopodobnie zmarł naturalnie. Jego następcą na tronie został Cináed I Ciarrge mac Cathussaig (zm. 776 r.), syn Cathassacha III mac Ailella, króla Dál nAraidi oraz Ulaidu. 

## Potomstwo
Flaithróe pozostawił po sobie syna:
- Bressal (zm. 792 r.), król Dál nAraidi; miał syna:
  - Eochaid V mac Bressail (zm. 824 r.), następca ojca; zapewne przeniósł centrum władzy do północnej części królestwa, bowiem źródła podają go jako króla Północnego Dál nAraidi; jego synami byli:
    - Cináed II mac Eochada (zm. 832 r.), król Dál nAraidi z Północy; zdradziecko zabity przez swych towarzyszy.
    - Flannacán mac Eochada (zm. 849 r.), król Północnego Dál nAraidi; zabity z rąk członków rodu Cenél nÉogain.